# En Jack i la Sarah
En Jack i la Sarah (títol original: Jack and Sarah) és una pel·lícula franco-britànic dirigida per Tim Sullivan, estrenada l'any 1995. Ha estat doblada al català.

## Argument
Jack n'està molt del seu ofici d'advocat, una nova casa i un bebè en camí. Després de la mort de la seva promesa en el part, Jack, aterrit, rebutja les seves noves responsabilitats i ha d'ocupar-se sol de la seva filla Sarah. Contracta aleshores Amy, una jove criada americana, per ajudar a criar la seva filla quan és a la feina.

## Repartiment
- Richard E. Grant: Jack
- Samantha Mathis: Amy
- Judi Dench: Margaret
- Eileen Atkins: Phil
- Cherie Lunghi: Anna
- Imogen Stubbs: Sarah
- David Swift: Michael
- Kate Hardie: Pamela
- Laurent Grévill: Alain
- Ian McKellen: William
- Richard Leaf: Stoned Man